# タリサ・ソト
タリサ・ソト（Talisa Soto、本名: Mariam Soto、1967年3月27日 - ）は、アメリカ合衆国のモデル、女優。

## 経歴
ニューヨーク市ブルックリンで、プエルトリコから移住した両親の間に生まれ、その後マサチューセッツ州のノーザンプトンで育つ。15歳よりファッションモデルを始め、ヨーロッパへ渡って『ヴォーグ』などのカバーを飾る。その大きな眼と黒く太い眉毛を併せ持った上品な美しさ、身長178cmと抜群のプロポーションで大人気となる。その後アメリカに戻り、Paul Morrissey監督の1988年『Spike of Bensonhurst』で映画デビューする。
1989年に、4代目ジェームズ・ボンド、ティモシー・ダルトンの2作目にして最終作となった007シリーズ第16作『007 消されたライセンス』でボンドガールに抜擢され、麻薬王サンチェス（ロバート・ダヴィ）の愛人ルペ・ラモーラを演じ、一躍有名となった。ちなみにシリーズでは珍しく、メインのボンドガールであるパム・ブーヴィエ（キャリー・ローウェル）とボンドのベッドシーンはないが、二番手のルペとのベッドシーンは存在する。そのためかパムよりもルペのほうが人気を得ることとなった。
1992年、アーネ・グリムシャー監督の『マンボ・キングス わが心のマリア』に出演する。
1995年、ジェレミー・レヴィン監督の奇想天外なラヴロマンス『ドンファン』で、マーロン・ブランド、ジョニー・デップ、フェイ・ダナウェイらと共演した。また同年、SFXアクション『モータル・コンバット』で魔界の一族の生き残りキタナ役で出演している。
1996年、リック・フリードバーグ監督のコメディ『スパイ・ハード』でレスリー・ニールセン、ニコレット・シェリダン、マーシャ・ゲイ・ハーデンらと共演した。また同年、マイケル・チミノ監督の『心の指紋』に祈祷師の孫娘役で出演した。
2001年、レオン・イチャソ監督の『ピニェロ』に吟遊詩人ミゲル・ピニェロの恋人である新進女優のシュガー役で出演した。
2002年、タイ出身のカオス監督作『バリスティック』にヴィン役で出演、アントニオ・バンデラスやルーシー・リューと共演した。

### 私生活
1997年に俳優のコスタス・マンディロアと結婚したが、2000年に離婚。2002年に俳優のベンジャミン・ブラットと再婚し、娘と息子がいる。
近年では、チャームポイントだった太い眉毛は細長くなっている。

## 主な出演作品
| 公開年 | 邦題 原題                                           | 役名               | 備考                 |
| ------ | --------------------------------------------------- | ------------------ | -------------------- |
| 1983   | パッショネイト 悪の華 The Pope of Greenwich Village | ダンサー           | クレジットなし       |
| 1988   | 007 消されたライセンス 007 Licence to Kill          |                    |                      |
| 1990   | シルエット/殺しの陰影 Silhouette                    | マリアンナ         | テレビ映画           |
| 1992   | マンボ・キングス/わが心のマリア The Mambo Kings     | マリア・リヴェラ   |                      |
| 1992   | ダーティ・ゲーム/堕ちた工作員 Hostage               | ジョアンナ         |                      |
| 1995   | ドンファン Don Juan DeMarco                         | ドニャ・ジュリア   |                      |
| 1995   | モータル・コンバット Mortal Kombat                  | キタナ             |                      |
| 1996   | スパイ・ハード Spy Hard                             | ホテルの誘惑者     | デジレー・ムーア表記 |
| 1996   | 心の指紋 The Sunchaser                              | ナバホ族の女       |                      |
| 1996   | ヴァンピレラ Vampirella                             | ヴァンピレラ       | ビデオ映画           |
| 1997   | モータルコンバット2 Mortal Kombat: Annihilation     | キタナ             |                      |
| 2000   | フライショック Island of the Dead                   | メリッサ・オキーフ | テレビ映画           |
| 2001   | ピニェロ Piñero                                     | シュガー           |                      |
| 2002   | バリスティック Ballistic: Ecks vs. Sever            | ヴィン             |                      |